# فرشته سیاه (فیلم ۱۹۹۴)
فرشته سیاه (انگلیسی: The Black Angel) یک فیلم درام فرانسوی به کارگردانی ژان-کلود بریسو است که در سال ۱۹۹۴ منتشر شد.
فرشته سیاه به‌شدت تحت تأثیر فیلم‌هایی نظیر قضیه پاراداین، سرگیجه و نامه است.

## بازیگران
- سیلوی وارتان
- میشل پیکولی
- چکی کاریو
- فیلیپ تورتون
- برنار ورله